# Wages of Sin
Wages of Sin er det fjerde album udgivet af det svenske melodisk dødsmetal-band, Arch Enemy. Det er det første album med Angela Gossow som vokalist. 

## Spor
1. "Enemy Within" – 4:21 (Amott/Amott/Gossow)
2. "Burning Angel" – 4:17 (Amott/Amott)
3. "Heart of Darkness" – 4:52 (Amott/Amott)
4. "Ravenous" – 4:06 (Amott/Amott/Gossow)
5. "Savage Messiah" – 5:18 (Amott/Amott/D'Angelo)
6. "Dead Bury Their Dead" – 3:55 (M. Amott)
7. "Web of Lies" – 3:56 (Amott/Amott)
8. "The First Deadly Sin" – 4:20 (Amott/Amott/Gossow)
9. "Behind the Smile" – 3:28 (Amott/Amott)
10. "Snow Bound" (Instrumental) – 1:34 (Amott/Amott)
11. "Shadows and Dust" – 4:27 (Amott/Amott/Erlandsson)
12. "Lament of a Mortal Soul" (bonusspor) – 6:36 (Amott/Amott/Gossow)

### Spor på bonus-cd'en
Den første udgave af dette album indeholdt en bonus-cd med titlen A Collection of Rare & Unreleased Songs from the Arch Enemy Vault. Disse sange er med bandets tidligere forsanger Johan Liiva.
1. "Starbreaker" (Judas Priest-cover) – 3:27
2. "Aces High" (Iron Maiden-cover) – 4:26
3. "Scream of Anger" (Europe-cover) – 3:50
4. "Diva Satanica" – 3:46
5. "Fields of Desolation '99" – 5:33
6. "Damnation's Way" – 3:49
7. "Hydra" – 0:57